# Carnegie Council for Ethics in International Affairs
De Carnegie Council for Ethics in International Affairs is een onafhankelijke en onpartijdige Amerikaanse NGO (van het type 501(c)3), die vooral de ethische dimensie in internationale aangelegenheden wil benadrukken. Hoofdthema's van de Carnegie Council zijn ethiek, oorlog en vrede, wereldwijde sociale rechtvaardigheid, en religieuze aspecten in de politiek. De organisatie staat volledig los van alle andere Carnegie-instellingen.
Carnegie Council werd in 1914 opgericht in New York, toen Andrew Carnegie een groep vooraanstaanden in de wereld van kerken, academia en politiek samenbracht en hen aanstelde als beheerders van de Church Peace Union. Carnegie hoopte hiermee de oorlog overbodig te maken. 
Een nieuw actieterrein van de Carnegie Council is het Carnegie Climate Governance Initiative, waarin onder meer ethische en politieke thema's rond geo-engineering aan de orde worden gesteld.